# Lorditomaeus horni
Lorditomaeus horni är en skalbaggsart som beskrevs av Vladimir Balthasar 1937. Lorditomaeus horni ingår i släktet Lorditomaeus och familjen Aphodiidae. Inga underarter finns listade i Catalogue of Life.